# جبل برقو
جبل بَرْقُو جبل يقع بوسط الجمهورية التونسية، جنوب شرقي مدينة سليانة وجنوب مدينة برقو. يبلغ ارتفاعه 1266 م. حدثت فيه بتاريخ 13 نوفمبر 1954 أحد أهم المعارك في تونس . و هي المعركة المشهورة باسم معركة جبل برقو .

## وصلات خارجية
- فيديو حول معركة برقو وجبل برقو على قناة الوطنية 1